# اسن یورت
اَسَن‌یورت یا آسان‌یورد (به ترکی استانبولی: Esenyurt) یکی از مناطق بخش اروپایی شهر استانبول است و در نزدیکی ساحل دریای مرمره واقع شده‌است. نام آن از دو جزء «اسن» به معنی سالم ‎ و یورت (از یورد ترکی به معنی منزلگاه) تشکیل شده و به معنی «منزلگاه آسایش» است.

## تاریخچه
این منطقه عمدتاً در زمینی ساخته شده است که متعلق به اکرام اومر پاشا در قرن 19 است.

## اسنیورت امروز
اسنیورت یک منطقه مسکونی محبوب به دلیل املاک جدید و قیمت املاک مقرون به صرفه در مقایسه با مرکز استانبول است. دانشگاه اسنیورت استانبول در این منطقه واقع شده است. دانشگاه بیکنت، دانشگاه آرل استانبول، دانشگاه استانبول و دانشگاه گلیشیم استانبول به این منطقه بسیار نزدیک هستند. مرکز نمایشگاه و کنفرانس TUYAP تنها 5 کیلومتر با مرکز اسنیورت فاصله دارد، در حالی که 26 کیلومتر با فرودگاه آتاتورک استانبول فاصله دارد. امکانات خرید عمدتاً در اطراف مراکز خرید جمع شده اند تا مغازه های فردی در کنار خیابان ها. اسنیورت دارای سه مرکز خرید است که عبارتند از: مرکز خرید Eskule، مرکز خرید توریوم، مرکز خرید Akbatı AVM.
برپایه سرشماری سال ۲۰۱۹ جمعیت این منطقه حدود ۹۵۴ هزار نفر بوده است.

## محلات
43 محله در ناحیه اسنیورت وجود دارد:
- Akçaburgaz
- Akevler
- Akşemseddin
- Ardıçlı
- Aşık Veysel
- Atatürk
- Bağlarçeşme
- Balıkyolu
- Barbaros Hayrettin Paşa
- Battalgazi
- Çınar
- Cumhuriyet
- Esenkent
- Fatih
- Gökevler
- Güzelyurt
- Hürriyet
- İncirtepe
- İnönü
- İstiklal
- Koza
- Mehmet Akif Ersoy
- Mehterçeşme
- Mevlana
- Namık Kemal
- Necip Fazıl Kısakürek
- Orhan Gazi
- Örnek
- Osmangazi
- Pınar
- Piri Reis
- Saadetdere
- Şehitler
- Selahaddin Eyyubi
- Süleymaniye
- Sultaniye
- Talatpaşa
- Turgut Özal
- Üçevler
- Yenikent
- Yeşilkent
- Yunus Emre
- Zafer